# Hubert Kleinert
Hubert Kleinert (* 19. April 1954 in Melsungen) ist Professor im Fachgebiet Sozialwissenschaften und Kommunikation mit den Fächern Politische Wissenschaft, Staats- und Verfassungsrecht, Soziologie und Psychologie sowie Europarecht an der Hessischen Hochschule für Polizei und Verwaltung in Gießen. Er war Bundestagsabgeordneter und hessischer Landesvorsitzender der Grünen.

## Leben
Nach dem Abitur 1973 studierte Kleinert in Marburg Politik, Germanistik und Geschichte. Nach dem Staatsexamen war er von 1981 bis 1983 wissenschaftlicher Mitarbeiter am dortigen Institut für Soziologie mit dem Tätigkeitsschwerpunkt „Neue soziale Bewegungen“.  Seine Dissertation schrieb Kleinert über die Entwicklung der grünen Partei und veröffentlichte diese 1992 als Buch („Aufstieg und Fall der Grünen“, Dietz).
Als Schüler war er – Sohn eines der CDU nahestehenden Bäckermeisters – zwei Jahre lang Mitglied der SPD, ab 1982 dann der Grünen. Er gehörte über die hessische Landesliste 1983 zu den ersten Bundestagsabgeordneten der Grünen (10. Wahlperiode bis zum 19. Januar 1986, durch Rotation ausgeschieden, und 11. Wahlperiode bis 1990). In den Jahren 2000 bis 2002 war er Landesvorsitzender der Grünen in Hessen. Er trat demonstrativ zurück, als ihm ein sicherer Listenplatz für die Landtagswahl verwehrt wurde. Im Juli 2008 erregte Kleinert vielfältigen Widerspruch in der Partei, als er dem Spiegel sagte: „Eine Verlängerung der Laufzeiten für moderne Atomkraftwerke scheint mir bei rationaler Risikoabwägung durchaus diskutabel.“ Die Gewinne daraus sollten seiner Meinung nach in erneuerbare Energien investiert werden. Grünen-Fraktionschefin Renate Künast nannte dies „naiv“; die Grüne Jugend sah eine „offene Kapitulation vor der Atomlobby“.
Kleinert galt als Vertrauter Joschka Fischers und als Vordenker von Rot-Grün. Ähnlich wie Fischer assoziierte er den Jugoslawienkrieg mit dem Beginn des Zweiten Weltkriegs und leitete so – die Partei vom traditionellen Pazifismus verabschiedend – die moralische Pflicht zu deutschen Militäreinsätzen her.
Galten Fischer und Kleinert als Weggefährten, scheint es dennoch sich mehr um eine politische Zweckfreundschaft gehandelt zu haben, die stets von der Faszination des Gegenübers, aber auch von Misstrauen geprägt war. Unter anderem durch seine Arbeit als parlamentarischer Geschäftsführer galt der gewiefte Redner Kleinert mit Otto Schily und Joschka Fischer als Säule des realpolitisch-pragmatischen Flügels der Partei sowie der Bundestagsfraktion der Grünen.
Nach seinem endgültigen Ausscheiden aus dem Bundestag 1990 arbeitete Kleinert während der Zeit der rot-grünen Landesregierung als Grundsatzreferent im hessischen Umweltministerium, ab 1996 in der Vertretung des Landes Hessen in Bonn als Referent. Später konzentrierte er sich auf seine Tätigkeit als Hochschullehrer.
Nach dem russischen Überfall auf die Ukraine am 24. Februar 2022 und der Bundestagssondersitzung vom 27. Februar 2022, in der Bundeskanzler Olaf Scholz eine „Zeitenwende“ proklamierte, gründete Kleinert die von ihm geleitete Initiative Zeitenwende in Marburg, die sich für Waffenlieferungen an die Ukraine einsetzt und Kritiker einer deutschen Beteiligung an der militärischen Unterstützung des angegriffenen Landes bekämpft. Bereits im Vorfeld erklärte er sich nach der kriegsbedingten und von namhaften Politikern der Grünen unterstützten Kehrtwende der deutschen Außenpolitik „so einverstanden mit dem Kurs der Partei wie seit Jahren nicht mehr“.
Hubert Kleinert ist Vater einer Tochter.

## Veröffentlichungen
- Aufstieg und Fall der Grünen: Analyse einer alternativen Partei. Verlag J.H.W. Dietz Nachf., Bonn 1992, ISBN 3-8012-0180-5
- Die AfD und ihre Mitglieder. Eine Analyse mit Auswertung einer exemplarischen Mitgliederbefragung hessischer Kreisverbände. Springer VS, Wiesbaden 2018, ISBN 978-3-658-21716-7
- Das geteilte Deutschland. Die Geschichte 1945–1990. Springer VS, Wiesbaden 2019, ISBN 978-3-658-21739-6
- Das vereinte Deutschland. Die Geschichte 1990–2020. Springer VS, Wiesbaden 2020, ISBN 978-3-658-26766-7